# سنجاب‌های پرنده اندونزی
سنجاب‌های پرنده اندونزی (نام علمی: Iomys) نام یک سرده از تبار سنجاب پرنده است.

## گونه‌ها
- سنجاب پرنده جاوه‌ای (Iomys horsfieldii)
- سنجاب پرنده منتاوی (Iomys sipora)